# Auma Obama
Rita Auma Obama (sinh năm 1960), là một nhà hoạt động xã hội, nhà xã hội học, nhà báo người Kenya, là Chủ tịch điều hành của Quỹ Sauti Kuu, một tổ chức phi lợi nhuận giúp trẻ em mồ côi và những người trẻ khác đấu tranh với đói nghèo ở quốc gia Đông Phi này.

## Bối cảnh và giáo dục
Auma là con gái của Barack Obama Sr. và người vợ đầu tiên của ông, Kezia Aoko.
Sau khi theo học tại các trường tiểu học và trung học cơ sở, cô đã nhận được học bổng để theo học đại học tại Đức. Cô học tiếng Đức tại Đại học Heidelberg từ năm 1981 đến năm 1987. Sau khi tốt nghiệp, cô tiếp tục học cao học tại Đại học Bayreuth, tốt nghiệp với bằng Tiến sĩ Triết học năm 1996. Cô cũng học tại Học viện Điện ảnh và Truyền hình Đức tại Berlin.

## Cuộc đời
Auma sống ở Vương quốc Anh, một thời gian sau khi học. Trong khi ở đó, cô đã giúp mẹ cô, Kezia chuyển từ Kenya sang Anh. Kezia được cấp quốc tịch Anh vào năm 2011.
Năm 1996, Auma kết hôn với một người Anh, Ian Manners, và có một con gái tên là Akinyi (sinh năm 1997). Auma và Ian Manners, đã ly dị vào năm 2000. Năm 2007, Auma và Akinyi chuyển đến Kenya.
Ở Kenya, Tiến sĩ Auma Obama đã làm việc trong năm năm, với tổ chức từ thiện quốc tế, CARE International, trước khi bắt đầu tổ chức từ thiện của riêng mình, Quỹ Sauti Kuu (Strong Voices Foundation), đôi khi được gọi là Quỹ Auma Obama.